# 영고석
“영고석”은 고구려인 정법사(定法師)가 지은 것으로 알려진 시이다.
정법사는 고구려의 승려인 것으로 기록되어 있으며, 그가 지은 시의 내용은 이러하다.
이 시의 내용은 다음과 같다.

“형석은 하늘에 우뚝 솟고(逈石直生空)

평호는 사방으로 틔었네(平湖四望通)

바위 뿌리는 언제나 물결에 씻기는데(巖隈恒灑浪)

나무 끝은 우거져 바람에 나부낀다(樹杪鎭搖風)

잔잔한 물 위에는 그림자 잠기고(偃流還淸影)

자욱한 노을 속에 붉은 봉우리(侵霞更上紅)

군봉 밖으로 홀로 솟아서(獨拔群峰外)

흰 구름 사이에서 으젓하구나(孤秀白雲中)”